# Terry Shepherd
Terry Shepherd (Liverpool, 1931 - Southport, 5 de octubre de 2012) fue un piloto de motociclismo británico, que compitió en el Campeonato del Mundo de Motociclismo, desde 1954 hasta 1960.

## Biografía
Terry Shepherd se entusiasmó con las motocicletas en parte a través de su padre. Em 1949, es reclutado por la Royal Air Force donde creó un club de motociclistas en su base de la RAF. Allí también comenzó a competir con motocicletas, pilotando tanto en aeródromos británicos como circuitos urbanos de Irlanda del Norte.
En 1953, empezaría a competir y en 1954 debutaría en el TT Isla de Man de 500cc, donde acabó en la posición 34. No sería hasta 1957 cuando se convirtió en piloto oficial de MV Agusta, teniendo como compañero John Surtees y Umberto Masetti y acabando en tres ocasiones en zona de puntos. Después de esta experiencia volvió a convertirse en piloto privado y se especializó en circuitos británicos. En 1960, después de un accidente de carrera que le dejó hospitalizado durante varias semanas, decidió terminar su carrera.
Una vez retirado, en 1965, fundó Terry Shepherd Tuning y Terry Shepherd Racing. Cuando los motores de dos tiempos comenzaron a competir, también se centró en esa técnica. Posteriormente, ejerció como gerente del equipo American Cycle World. Murió de cáncer a la edad de 81 años.

## Resultados

### Campeonato Mundial de Motociclismo
(Clave) (negrita indica pole position) (cursiva indica vuelta rápida)
| Año  | Cilindrada | Equipo    | 1       | 2       | 3       | 4     | 5      | 6       | 7     | 8     | 9     | Puntos | Pos. |
| ---- | ---------- | --------- | ------- | ------- | ------- | ----- | ------ | ------- | ----- | ----- | ----- | ------ | ---- |
| 1954 | 350cc      | AJS       | FRA -   | IOM Ret | ULS -   | BEL - | NED -  | GER -   | SUI - | NAT - | ESP - | 0      | -    |
| 1954 | 500cc      | AJS       | FRA -   | IOM 31  | ULS -   | BEL - | NED -  | GER -   | SUI - | NAT - | ESP - | 0      | -    |
| 1955 | 500cc      | Norton    | ESP -   | FRA -   | IOM 36  | GER - | BEL -  | NED -   | ULS - | NAT - |       | 0      | -    |
| 1956 | 350cc      | Norton    | IOM 10  | NED -   | BEL -   | GER - | ULS -  | NAT -   |       |       |       | 0      | -    |
| 1956 | 500cc      | Norton    | IOM Ret | NED -   | BEL -   | GER - | ULS -  | NAT -   |       |       |       | 0      | -    |
| 1957 | 500cc      | MV Agusta | GER 5   | IOM -   | NED Ret | BEL - | ULS 6  | NAT 6   |       |       |       | 4      | 11.º |
| 1958 | 350cc      | Norton    | IOM 4   | NED -   | BEL -   | GER - | SWE 14 | ULS 3   | NAT - |       |       | 7      | 8.º  |
| 1958 | 500cc      | Norton    | IOM Ret | NED Ret | BEL -   | GER - | SWE 3  | ULS Ret | NAT - |       |       | 4      | 14.º |
| 1959 | 350cc      | Norton    | FRA 6   | IOM 9   | GER -   |       |        | SWE -   | ULS - | NAT - |       | 0      | -    |
| 1959 | 500cc      | Norton    | FRA 5   | IOM Ret | GER -   | NED - | BEL -  |         | ULS 4 | NAT - |       | 5      | 9.º  |
| 1960 | 350cc      | Norton    | FRA -   | IOM Ret | NED -   |       |        | ULS -   | NAT - |       |       | 0      | -    |
| 1960 | 500cc      | Norton    | FRA -   | IOM 20  | NED -   | BEL - | GER -  | ULS -   | NAT - |       |       | 0      | -    |